# Bitka kod Lješkopolja
Bitka kod Lješkopolja odigrala se 1604. godine, kada je Skadarski sandžak-beg, Ali-beg Memibegović, napao na Lješansku nahiju sa ciljem da je prisili na plaćanje danka i da zaustave hajdukovanje Lješnjana u okolini Oboda, Žabljaka i Podgorice.

## Prilike u Crnoj Gori
U toku XVI i XVII veka istorija plemena u Crnoj Gori puna je vrlo burnih događaja. Turci su napadali vrlo često, kupili su prisilno harač i prisiljavali pojedina plemena na pokornost. Plaćanje harača bilo je dokaz vjernosti sultanu. Ipak, nijedno crnogorsko pleme nije dobrovoljno plaćalo harač. Kad god su mogli, Turci su ga prikupljali silom. To povremeno prisilno prikupljanje harača nije moglo biti dokaz da plemena iz Crne Gore priznaju tursku vlast. U podlovćenskim gorama plemena su se osjećala slobodnim. Već od početka 16. veka jake hajdučke čete otpočele su sa napadima na Turke, otimale tursku stoku, plijenile hranu i svetile im se za nasilja koja su vršili nad nezaštićenin stanovništvom u pokorenim oblastima oko Crne Gore.

### Hajdukovanje
Od hajdukovanja se živjelo, hrabri ljudi su stvarali manje čete hajduka, hajdukovali i napadali Turke i sa bogatim plijenom vraćali se natrag, donoseći svojim porodicama sredstva za ishranu. Tako je, naročito za ta dva veka, hajdukovanje bilo vrlo omiljen posao, bilo je neka vrsta privrede, način da se pribavljaju sredstva za život. To je izazvalo Turke na osvetu.

### Napad skadarskog sandžak-bega naLješansku nahiju
Skadarski sandžak-beg Ali-beg Memibegović napao je na Lješansku nahiju sa ciljem da je prisili na plaćanje danka i da zaustave hajdukovanje Lješnjana u okolini Oboda, Žabljaka i Podgorice. Skadarski sandžak-beg prodro je do lješanskih sela Stanjevića i Gorice, zapalio ih, uzeo roblje i pokušao da produži naprijed u pravcu Cetinja. Cetinjski vladika Rufim došao je među Lješnjane da im pomogne u borbi protiv Turaka. Ubrzo se skupilo oko 400 Lješnjana oko vladike i pod njegovim vođstvom napali su iznenada na Turke kod Lješkopolja 1604. godine. Turci su potučeni, a skadarski sandžak-beg teško je ranjen, dok je njegov pomoćnik Šabanćehaj poginuo u toj borbi.